# Gimnur de Hainan
El gimnur de Hainan (Neohylomys hainanensis) és una espècie de gimnur de la família dels erinacèids. És endèmic de la Xina. El seu hàbitat natural són els boscos secs tropicals o subtropicals. És l'única espècie del gènere Neohylomys.